# Li’or Aszkenazi
Lior Louie Ashkenazi (ur. 28 grudnia 1968 w Ramat Ganie) − izraelski aktor telewizyjny, filmowy i sceniczny.

## Życiorys
Urodził się w dzielnicy Newe Jehoszua miasta Ramat Gan, w dystrykcie Tel Awiwu; tam też dorastał. Jest synem żydowskich emigrantów z Turcji, którzy sprowadzili się do Izraela w 1964 roku. Jego ojciec, Szemu’el, pracował jako drukarz, a matka, Wiktoria, zajmowała się domostwem. W domu Aszkenaziego posługiwano się językiem ladino. W wieku szesnastu lat, w wyniku szkolnych problemów, Li’or przeprowadził się do kibucu Regawim, w dystrykcie Hajfa.
Służył następnie jako spadochroniarz w Siłach Obronnych Izraela. W roku 1994 zakończył edukację wyższą na uczelni Bet Cewi w rodzimym Ramat Ganie, gdzie studiował sztukę aktorską. Pracował w teatrze w Beer Szewie oraz w Habimie – teatrze narodowym w Tel Awiwie. W Beit Lessin Theater zagrał w wielu sztukach reżyserowanych przez swojego akademickiego wykładowcę, Zipiego Pinesa. Występował także na deskach telawiwskiego teatru Cameri.
Pod koniec lat dziewięćdziesiątych wystąpił w kilku niewielkich rolach w filmach kinowych i produkcjach telewizyjnych. Dopiero w 2000 roku udało mu się wywalczyć staż w serialu Florentine, w którego trzech odcinkach wystąpił gościnnie jako Aharon. Tego samego roku zaangażowano go w produkcję serialu Szabatot We-Hagim, gdzie w ciągu czterech kolejnych lat wcielał się on w postać Alona. Główna rola Zazy w tragikomedii Ślub mimo woli (Hatuna Meuheret, 2001) przyniosła mu Nagrodę Izraelskiej Akademii Filmowej. Do tego lauru aktor zdobył także dwie nominacje: za drugoplanowy występ w dramacie Isz Ha-Haszmal (2003) oraz za sugestywną kreację bezrefleksyjnego agenta Mosadu Ejala w thrillerze Spacer po wodzie (Lalekhet Al Ha-Majjim, 2004). Na ekranie rodzimej telewizji pojawiał się również jako Jadin Jeruszalmi w seryjnej tragedii BeTipul (2005) i w roli Ronena Gabaja w serialu-dreszczowcu Ha-Emet Ha'Eroma (2008–2009). W roku 2006 prowadził program tv o charakterze kulturalno-informacyjnym, Telecinema.

### Życie prywatne
Był żonaty z aktorką Szirą Farber, lecz rozwiódł się z nią w roku 2004. Z tego związku ma córkę, Ellie. Ponadto jest biseksualistą. Na łamach izraelskiej telewizji wyznał, że w przeszłości angażował się w relacje z mężczyznami.

## Filmografia
- 2013: Duże złe wilki jako Miki
- 2010: Przypis jako Uri’el Szkolnik
- 2009: Ultimatum jako Gil
- 2008–2009: Ha-Emet Ha'Eroma jako Ronen Gabaj (serial TV)
- 2008: Hello Goodbye jako Josi
- 2008: Eli & Ben jako Ben
- 2007: Mataj Nitnaszek (serial TV)
- 2007: Rak Klawim Racim Hofszi jako Uri
- 2006: Bańka mydlana (HaBuah) jako on sam − aktor
- 2006: Melah Ha'arets jako Ronen
- 2006: Ha-Szir Szelanu jako Yotam „Yoyo” Bareket (serial TV)
- 2005: BeTipul jako Jadin Jeruszalmi (serial TV)
- 2005: Hadar Milhama jako Ra'anan Ore (serial TV)
- 2004: Spacer po wodzie (Lalekhet Al HaMayim) jako Ejal
- 2003: Matana MiShamayim jako Ottari
- 2003: Sima Vaknin Machshefa jako Dow Wasserman
- 2003: Franco Ve'Spector jako Amir (serial TV)
- 2003: Ish HaHashmal jako Leonard
- 2002: Bnot Brown jako Gabi Alkalai (serial TV)
- 2001: Ślub mimo woli (Hatuna Meuheret) jako Zaza
- 2000–2004: Shabatot VeHagim jako Alon (serial TV)
- 2000: Florentine jako Aharon (serial TV)
- 1999: Enemy Scoop jako Shilo
- 1999: Zinzana jako Galili (serial TV)
- 1999: Southwest
- 1997: Merhaw Jarkon jako Kamir (serial TV)
- 1997: Kanon
- ????: Hafuch jako Amit Adir (serial TV)